# Мудау
Мудау (нім. Mudau) — громада в Німеччині, знаходиться в землі Баден-Вюртемберг. Підпорядковується адміністративному округу Карлсруе. Входить до складу району Неккар-Оденвальд.
Площа — 107,55 км2. Населення становить 4921 ос. (станом на 31 грудня 2020).